# Binzen
Binzen település Németországban, azon belül Baden-Württembergben. Lakosainak száma 2981 fő (2023. december 31.). Binzen Lörrach, Eimeldingen és Rümmingen községekkel határos.

## Népesség
A település népessége az elmúlt években az alábbi módon változott:
| Lakosok száma | 1368 | 1622 | 1843 | 2021 | 2186 | 2445 | 2563 | 2878 | 2957 | 2981 |
|               | 1961 | 1967 | 1974 | 1980 | 1987 | 1993 | 2000 | 2006 | 2013 | 2023 |